# St. Jakobus der Ältere (Malkes)

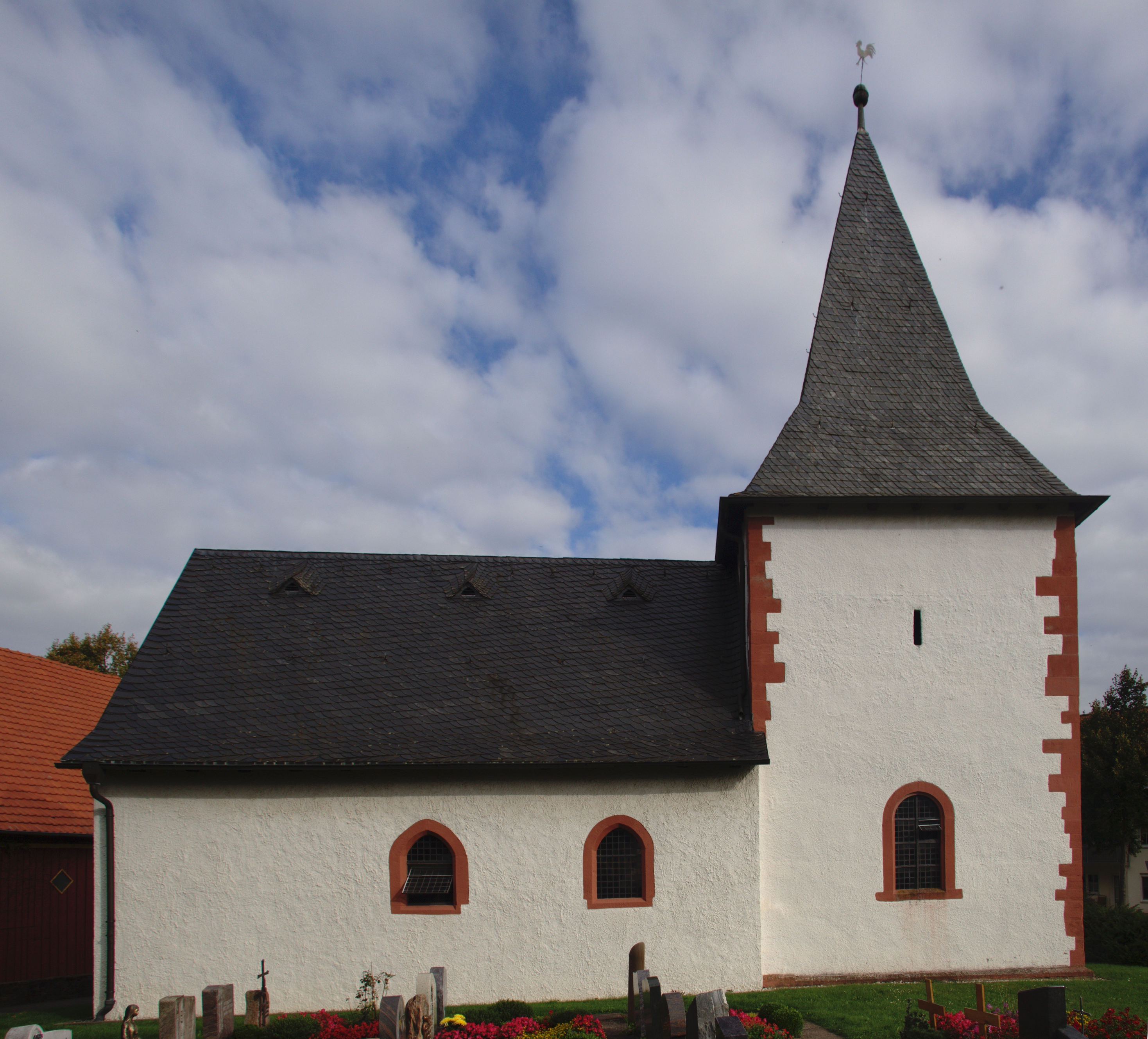
St. Jakobus der Ältere in Malkes

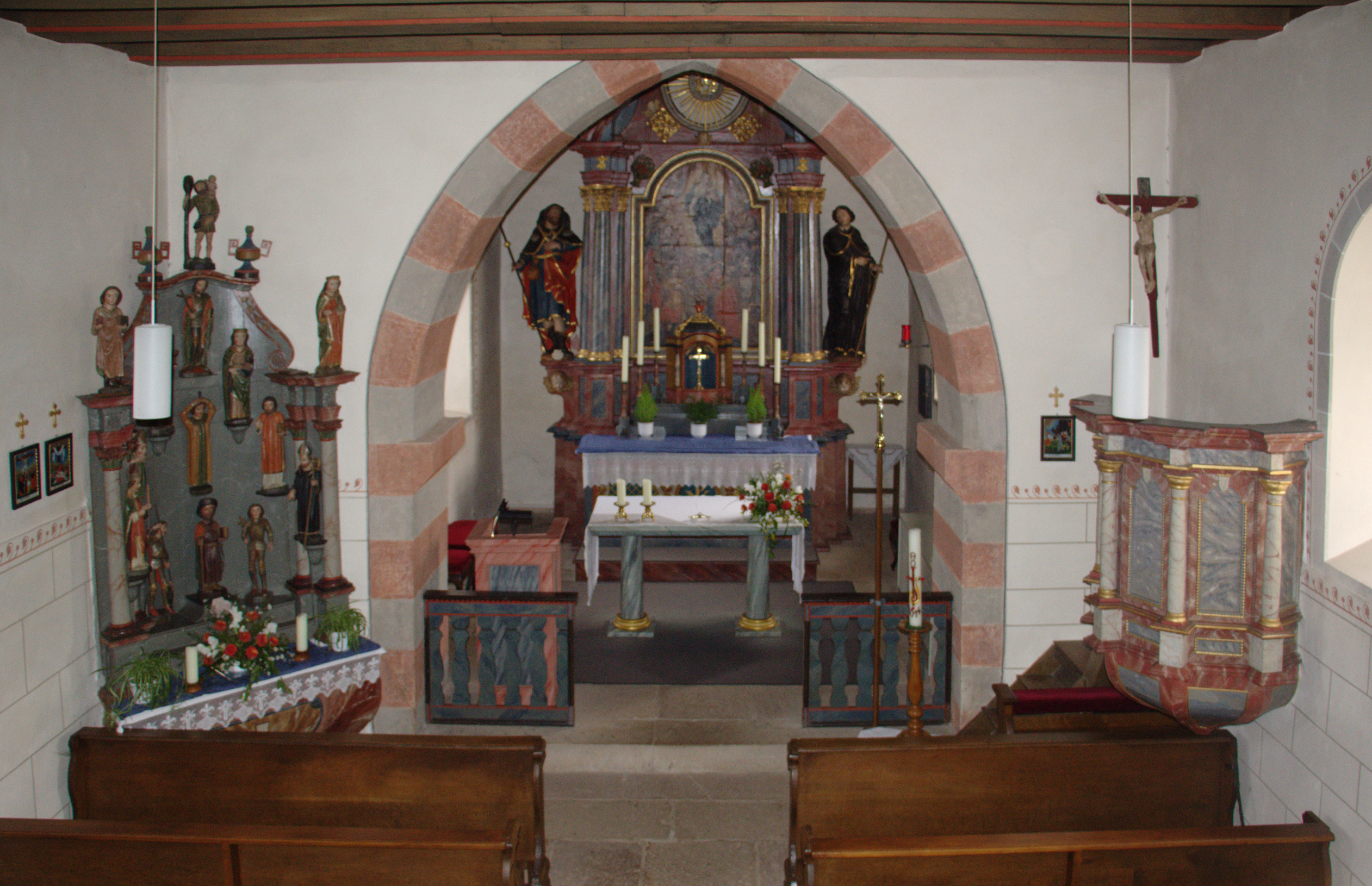
Innenansicht

Die römisch-katholische Filialkirche St. Jakobus der Ältere ist ein denkmalgeschütztes Kirchengebäude in Malkes, einem Ortsteil der Stadt Fulda im Landkreis Fulda in Hessen. Sie ist Filiale der Pfarrei Heilig Kreuz im Fuldaer Land im Dekanat Neuhof-Großenlüder des Bistums Fulda.

## Beschreibung
Die Saalkirche wurde 1578 errichtet. Das Kirchenschiff ist mit einem schiefergedeckten Satteldach, der Chorturm ist mit einem vierseitigen, spitzen Helm bedeckt. In seinem Glockenstuhl hängen drei Kirchenglocken. An der Nordwand des Turms ist die Sakristei angebaut.
Der Innenraum des Kirchenschiffes ist mit einer Holzbalkendecke überspannt und mit einem spitz zulaufenden Triumphbogen zum Chor geöffnet. Zur Kirchenausstattung gehört ein barocker Hochaltar. Seitlich von ihm stehen auf Konsolen große Statuen des heiligen Jakobus und eines heiligen Abtes. Auf dem Altarretabel ist zwischen korinthischen Säulen die Gottesmutter als Himmelskönigin dargestellt, umgeben von den vierzehn Nothelfern. Der barocke Seitenaltar hat hölzerne Statuetten der vierzehn Nothelfer. An der rechten Seite befindet sich der Korb einer barocken Kanzel. Die hölzerne Skulptur der Anna selbdritt ist spätgotisch.